# Coroa-de-fogo
Manaquim-de-coroa-vermelha ou coroa-de-fogo (Heterocercus linteatus) é uma ave passeriforme da família Pipridae, da Amazônia meridional. Tal ave mede cerca de 13,8 cm de comprimento, com a cabeça negra, crista vermelha, garganta branca, dorso verde-oliváceo e partes inferiores castanhas. Também é conhecida pelos nomes de dançarino-coroa-de-fogo e tangará.